# Ко, Жан (спортсмен)
Жан Ко (фр. Jean Cau; 27 марта 1875, Туркуэн — 1921, неизвестно) — французский гребец, чемпион летних Олимпийских игр 1900.
Ко входил на Играх в состав четвёртой французской команды четвёрок, которая не смогла пройти в финал по основной квалификации, однако его команда, и ещё две сборные устроили свой финальный заплыв, который признаётся МОКом. Ко в том финале занял первое место.